# Sandra Boser
Sandra Denise Boser (née le 20 juin 1976 sous le nom de Sandra Denise Rieger à Spaichingen) est une femme politique allemande du parti Alliance 90 / Les Verts et membre du Landtag de Bade-Wurtemberg. 

## Biographie
Après avoir obtenu son diplôme d'école de commerce à Hausach, Sandra Boser étudie l'administration des affaires à l'académie professionnelle de Mannheim et travaille de 1995 à 2008 en tant que diplômée en commerce (BA) au SV SparkassenVersicherung à Mannheim et Stuttgart. De 2010 à 2011, elle est membre du bureau parlementaire de l'ancien membre du Bundestag, Alexander Bonde. 

## Activité politique
Sandra Boser est membre des Verts depuis 2007. Elle est membre du conseil d'administration de l'Alliance 90 / Les Verts de l'arrondissement de l'Ortenau. Elle siège au Landtag de Bade-Wurtemberg depuis 2011. Elle y est chef de groupe adjointe et porte-parole de la politique éducative du groupe parlementaire des Verts. 
Aux élections de l'État du Bade-Wurtemberg le 13 mars 2016, Sandra Boser remporte le mandat direct dans la circonscription de Lahr avec 30,65% des voix. 

## Vie privée
Boser vit à Wolfach avec son mari et ses deux fils. 